# 精霊幻想記
『精霊幻想記』（せいれいげんそうき）は、北山結莉による日本のライトノベル。小説投稿サイト「小説家になろう」にて2014年2月12日から2020年10月20日まで連載、書籍版は2015年10月よりHJ文庫（ホビージャパン）から刊行されている。イラストは26巻まではRivが、27巻からは油布京子が担当。
旧タイトルは『こんな世界で』（2014年2月12日 - 2月20日）、『精霊幻想記 〜こんな世界で出会えた君に〜』（2014年2月20日 - 2015年6月29日）。2020年10月20日をもって小説家になろう版は取り下げという形で削除された。
メディアミックスとして、tenklaによる2016年10月20日から12月9日までコミカライズ版がHJ文庫内のコミックファイアのページにて連載されていたが、tenklaの体調不良により2017年2月に打ち切りが発表された。その後、コミックファイア上にてみなづきふたごによるコミカライズが2017年7月7日より新たに一からスタートした。2020年11月にはテレビアニメ化が発表された。2024年8月時点でシリーズ累計売上部数は280万部を突破している。

## あらすじ
ベルトラム王国のスラム街に暮らす7歳の少年リオは、ある日突然自分の前世、異世界の国日本の大学生天川春人としての記憶を取り戻す。混乱する中でたまたま王国の第2王女フローラの拉致事件に遭遇した彼は、成り行きで王女を救出し、その褒美として貴族の子弟が学ぶ王立学院に入学する。
しかし5年後に行われた演習にて、フローラを突き飛ばしてしまった貴族子弟の失敗を擦り付けられる形で指名手配されてしまうことになり、学院内で唯一の心の拠り所だったセリアのみに別れを告げて国を出奔。そこからリオ――ハルトの、前世と今世の因果を巡る旅が始まった。

## 登場人物
本作はWeb版と書籍版に分かれており、各々物語の展開が異なるため、基本的には書籍版に準拠している（ただし書籍版未登場のキャラクターも記載）。声の項に示す声優は特記が無い限りドラマCD版およびテレビアニメ版で共通。

### 主要人物
リオ / ハルト＝アマカワ
声 - 松岡禎丞、諏訪彩花（幼少期）
本作の主人公。日本にて不慮の事故により死んだ大学生「天川春人」の生まれ変わり。本人はあくまでこの世界の人間「リオ」であり、春人としての記憶は一要素であり別人であると自認している。23巻時点で17歳。
出身はベルトラム王国だが、両親の故郷はヤグモ地方にあるカラスキ王国。姫であったアヤメを母に持つことから、非公式ながら王族に連なる立場を持っている（ただし、国内の事情から王位継承権はない）。
幼いころに父が亡くなってから面倒を見てくれて頼っていたルシウスによって目の前で母親を嬲り殺され、スラム街に打ち捨てられる。それからは浮浪児として、復讐だけを目的に泥水をすすって生き延びる生活をしていたが、7歳の時に突如前世の記憶が蘇る。記憶の混乱する中で遭遇した事件で偶然フローラ王女を救出し、その功績と監視の意味で王立学院への入学を許可される（作中ではリオ入学時=神聖歴991年）。だが、身分が絶対とされる社会状況も相まって学問や剣術などで高い能力を見せるものの他の王立学院生の嫉妬や偏見により蔑まれ、同じ生徒である貴族子女に告白されたりモーションをかけられたりしたこともあるが、孤児である自分と相手の地位を鑑みて現実的ではないという判断で断ったことによりプライドを傷つけられたとして恨まれてもいた模様。卒業を控えた野外演習にてスティアードとアルフォンスの失態が原因でフローラが命の危機にさらされて助けるものの「王女暗殺未遂」という濡れ衣を着せられ、セリアにのみ別れを告げて逃亡する。これ以降、公の場では「ハルト」として活動することとなり、ガルアーク王国の名誉騎士に任じられてからは「アマカワ」の姓をも名乗るようになる。
ベルトラム王国出奔直後に隷属の首輪をつけられたラティーファの襲撃を受け、これを撃退。同時に行き場をなくした彼女を連れ、語り草とされていた精霊の里を訪れる（実際は迷い込む形となったが）。そこで精霊の民の子孫であるラティーファを保護していたことや、精霊の里において神聖視されている人型精霊を宿していたことなどから、里の人々から信頼を得るようになり、高い技術水準を持つ数々の特別な魔道具を贈られ、精霊術をはじめとした様々な技術を学ぶことになった。
14歳の時にカラスキ王国を訪れ、父であるゼンの親族や、母であるアヤメの父母やその家臣らと面識を得る。しかし滞在している間に遭遇した事件をきっかけに、無意識に戒めてきたルシウスへの復讐心を自覚し、復讐の生む道の険しさを理解しながらも、自らの手を汚してでも前に進むことを決意する。
魔物の軍勢によるアマンド襲撃の際、攫われたフローラを追ってルシウスと再会し、致命傷を負わせる。クリスティーナ王女とフローラを人質にされた状態でルシウスと再戦し、苦戦を強いられるが弘明の神装を模した攻撃で形勢を逆転させ、遂に復讐を遂げた。
7歳で前世の記憶に目覚めると同時に、魔力を視認し、拙いながらも精霊術を使うことができるようになる。また、王立学園での教育や精霊の里での訓練を経て、カラスキ王国滞在時点で王国最強の武士であるゴウキにも勝利する戦闘力を得るに至る。ベルトラム王国最強の称号である「王の剣」候補であったルシウスを手も足も出させずに一方的に討ち果たすその実力は、レイスをして「お手上げ」と言わしめている。
現代日本や王立学院、精霊の里で学んだ知識や技術から大工仕事・料理・酒造・陶芸・武術など大概のことは1人でできるようになっており、その戦闘力から魔獣を狩って金銭を得ることも容易なため他人に頼るということはほとんどない。その過去から人間不信の気があり、他人の好意や善意を期待すらしてないためか自身が理不尽な扱いを受けても泰然と受け入れて怒りすらしないドライな所がある。基本的には差別されたり悪意に曝さらされたりしても波風を立てないように処理しているが、自分や周囲に実害がおよんだり目的を達成したりするためであれば、社会や国を相手取ったり違法行為も辞したりしない決断力も持つ。セリアは「一度身内となるととても親切。奥底では人を信じたいのだろう。」と分析している。
美春達と共に精霊の里で譲り受けた「岩の家」を郊外に設置して暮らしている。数々の功績を挙げたことでいくつかの褒賞を受け取っており、レストラシオンからはロダニアの一等地にある屋敷を譲り受け、ガルアーク王国からはガルアーク王城内にある屋敷を下賜された（通常、王族以外が住むことは無く、例外中の例外である）。シャルロット王女からの依頼を受け、ガルアーク王城内の屋敷に滞在中は皇沙月や騎士達への剣術指南を行っている。
武器として主に剣を用いているが、槍など剣以外の武器や徒手空拳でも十分な戦闘力を持っている。精霊の里にて、ブラックワイバーンの鱗などを用いた黒い戦闘服を仕立ててもらい、精霊術を増幅できる魔剣ももらっている。対外的にはこの魔剣の能力で、風を操ったり魔法では不可能な出力の身体強化を行ったりしていると装っている。精霊であるアイシアと契約しているデメリットとして魔法は使えない。
この世界を憎悪し滅ぼそうとした勇者「桜葉 絵梨花」との戦いで前世が竜王リュオであることが判明。1000年前の超越者であるリュオが賢神リーナと共に異世界の人間「天川春人」と「綾瀬美春」に転生。そこから元の世界へ転生したのがリオの正体だった。
『このライトノベルがすごい！』男性キャラクター部門では2019年版で6位を獲得している。
天川 春人（あまかわ はると）
リオの前世。大学生の時に事故に巻き込まれ死去。享年20歳。
幼いころは幼馴染で両想いだった美春や妹の亜紀と暮らしていたが、7歳の時に母親の不貞が発覚したことで両親が離婚し、父方に引き取られることになる。離れ離れになるその際に、美春と結婚の約束と「死んでも守る」という誓いを残す。
その後は再会を夢見ながら勉強や武術に打ち込んで己を磨き、高校入学と共に生まれ育った場所に戻ってくる。しかし美春と親しげに話している男子（貴久）の存在にショックを受けて話しかけることができず、さらに翌日に意を決して話しかけようとしたところ失踪していたことが判明（実際は異世界への召喚に巻き込まれた）し、やり場のない想いと後悔を引きずったまま無気力になっていった。
迷子の女の子を家まで送ってあげたりするなど優しく思いやりのある好青年で、記憶を受け継いだリオ曰く「甘ちゃん」。ただし精霊術の補助があったとはいえ、記憶に目覚めたばかりの浮浪児だったリオが暗殺者を苦も無く撃退できたことから、武術の腕前はそれなりだった模様。
セリア＝クレール
声 - 藤田茜
本作のヒロインの1人。クレール伯爵家の令嬢。銀色に見える髪、幼さそうに見える容姿を持つ美少女。スタイルも悪くはなく、周囲から注目を集める容姿なのだが、背丈が低く幼く見えるため、年相応には見えない。リオの5歳年上で、18巻時点では21歳。
リオと出会った時点では、ベルトラム王立学院初等科の研究者兼講師をしており、12歳にして高等部を飛び級で卒業するほどの才能を持つが、研究に没頭すると周りが見えなくなる。魔術の腕前は超一流で、レイスによるアマンド襲撃事件でリーゼロッテの支援にまわった際、アイシアの能力の高さと共にリーゼロッテを驚かせた（7巻）。
リオとの最初の出会いは、行方不明となったフローラ王女を捜索中のスラム街において。フローラ救出の褒美として学院初等科に中途入学をしてきた彼の担任になる。授業後、彼に文字を教えたことがきっかけで親しくなる。まだ浮浪児だった初対面の時から人として優しく接したこと、貴族や王族の子弟が通う5年間の学院生活の中で、彼女だけは身分にかかわらず、教師として、また友人として彼に接したことでリオにとっては心を許せる大切な存在となる。ベルトラム王国を出奔する際もセリアにだけは別れを告げ、以後「ハルト」を名乗ることを打ち明けている。
学院時代からリオへの好意を持ち続けており、シャルルとの政略結婚でリオのことを忘れようとするが、結婚式前日にリオ本人が現れ再会を果たす。結婚式当日、式場に現れたリオに迷いを指摘され、リオによる説得の末に自らを拉致するよう依頼した。結婚式を抜け出した後は「岩の家」に合流し、街では魔道具で髪を金色に変え、偽名の「セシリア」を名乗る。
出奔後、父親と再会する決意が固まり、夜間、リオと共に実家（クレール伯爵邸）の地下に侵入した際に、本国からレストラシオンへ逃走中で伯爵邸に潜伏しているクリスティーナ王女と再会する。クリスティーナからは、リオに対してレストラシオンまでの護送の依頼がなされる。この護送の旅路の間、リオのセリアに対する接し方などからセリアがリオにとって大切な存在であることを理解し、リオとの敵対を避けるため、レストラシオン到着後は、セリアは最重要人物としてクリスティーナの保護下におかれることになった（13巻）。
クレール公爵領での事件後はレストラシオンでクリスティーナの補佐兼学院の講師を務める。その後、クリスティーナからリオの補佐に就くよう命じられ、以降はリオと行動を共にする。シャルロット王女に依頼され、ガルアーク王城内の屋敷にいる間はガルアーク王立学院の臨時講師を務める。
精霊の里へ訪れた際、精霊ドリュアスからセリアの魔力が高いことについて、祖先にエルフ等の能力者がいた可能性について言及される。
クリスティーナを護送した際、実戦経験が不足していることを痛感し、サラ達と実戦を想定した訓練を開始。
ガルアーク王国が急襲された際、賢神魔法を発動させたことから、レイスからは危険視されるようになる。
外伝ではリオ出奔前後にセリアの身の上に起こった出来事について描かれている。
『精霊幻想記』キャラクター人気投票では第1位。
アイシア
声 - 桑原由気
リオと契約している人型の精霊。桃色の髪をした美少女。セリア、美春曰く絶世の美貌、スタイルの持ち主。春人に関する全ての記憶を共有しているが、なぜリオと契約しているのか、自分はどういった存在なのか、といった自身に関する記憶の一切を失っている。また名前すら無かったため、精霊の民の里の古い言葉で「暖かい春」「美しい春」を意味する「アイシア」とリオが名付けた（これはその場に同席していた美春の影響から）。
契約精霊としての関係上、リオの最大の理解者とも言える存在。自らの存在理由を「春人のため」と語っており、実際にアイシアの全ての行動はリオのためを思ってのもの。ただしリオが自らの意思で不幸への道を進むようであればリオを諫め、時にはリオの言いつけを破った行動を取ることもある。また、リオの周囲にいる女性陣（特に美春とセリア）に対してはリオとの関係を進展させたいかのような言動をすることもしばしば。
色々と無頓着な所があり、リオの寝ているベッドに全裸で潜り込んだこともある。
戦闘力に関してはリオの能力をトレース出来るため、実質的にはリオと同格。取り逃しはしたものの、レイスを圧倒する戦闘力を有する。精霊としての格は最低でも準高位であるが、ドリュアス曰く、自我が薄く低位から中位昇格したての幼い精霊に近いとのこと。
1000年前に存在した賢神リーナが、転生の際にこちらの世界へ残した記憶や力が転生したのがアイシアであり、綾瀬美春と根源を同じくする存在であることが分かった。
ラティーファ
声 - 楠木ともり
本作のヒロインの1人。狐獣人の女の子、リオを「お兄ちゃん」と呼び慕っており、リオの義妹として「岩の家」で一緒に暮らしている。18巻時点では13歳。
ギュスターヴ・ユグノーの奴隷として飼われており、スティアードに自身を兄さまと呼べと言われストレス解消に殴られるなどの虐待を受けるといった立場だった。前世の記憶が目覚めた時もその悲惨な境遇から泣き叫ぶことしかできず、その後もスティアードの虐待が続いたため半ば心を閉ざした状態となる。その後、ギュスターヴにより冤罪を被せられたリオを口封じしようと暗殺する目的で放たれ、リオを襲撃した際に敗れて首輪を外されたため奴隷の身分から解放される。アースラの孫（Web版では曾孫）であり、精霊の民の里ではサラ、オーフィア、アルマ達と共に暮らしている。
美春等を勇者である皇沙月等と面会させるため、サラ、オーフィア、アルマ達が王都まで美春等に同行することが決定した際、「ラティーファは里でお留守番」とリオから言い渡される。しかし、自分もみんなと一緒に同行したいと懇願し、長老達からも許可をもらい一緒に同行することが認められた。
リオが里や岩の家等に戻ってくると完全にべったりとなる。
リーゼロッテは生前一緒に事故に巻き込まれた女の子の消息についてずっと気にしており、リオからラティーファとしてこの世界に転生していることを知らされた。
前世は、春人とともに事故に遭い死亡した日本人の小学生「遠藤 涼音（えんどう すずね）」。困っているところを春人に助けてもらったことから春人に好意を寄せており、女性陣がリオと密着すると敵対心をむき出しにする。シャルロット王女主催のお泊り会で初めて王城へ赴き、偽名として「スズネ・アマカワ」を名乗る。
綾瀬 美春（あやせ みはる）
声 - 原田彩楓
本作のヒロインの1人。天川春人の幼馴染で、幼いころに春人と結婚の約束をした。偶然、春人と同じ高校になるが、入学式の翌日より行方不明となり、春人の生涯におけるトラウマとなってしまう。実際には沙月、貴久を召喚するための時空魔法の影響を受け、雅人、亜紀と共に異世界に召喚されてしまっていた。
沙月と貴久の2人の異世界召喚に巻き込まれたことによって召喚の座標軸が乱れ、当初は無関係の草原に亜紀と雅人と共に取り残されていた。そこを通りかかった奴隷商人によって一時拉致されかけるが、アイシアに導かれたリオによって救出され、以後彼の保護下に入ることとなる。
幼馴染の春人のことは今でもはっきりと覚えており、結婚の約束も大切な思い出として胸に刻まれている。その約束もあって別れてから様々な努力を重ねており、特に料理の腕前は貴族令嬢であり商会の会頭でもあるリーゼロッテでさえ舌を巻くほど。また、春人が夢に描いた通りの美少女として成長しており、その容姿は出会った人々から口々に賞賛されている。ただし本人は若干男性を苦手としており、全く抵抗なく接することができる同年代の異性は春人だけで、付き合いの長い貴久でさえわずかに抵抗と緊張がある。
リオへは、初めて会った時から懐かしさを覚えており、出会ったその日から亜紀が驚くほど息の合った姿を見せていた。これは美春自身、無意識ながらリオと春人を重ねていたためであり、その疑惑は精霊の里での出来事とアイシアを通じて見た「ハルト」の記憶を通じて確信へと変わっていった。アイシアのアドバイスを受けてリオから逃げないことを決め、貴久に対してリオと春人への好意を明確にする。この告白がアイシアとのパスを通じてリオにも伝わりお互いに微妙な距離感となってしまう。しかし、周囲のハルトに対する積極的なアピールに感化され、自らも積極的に距離を詰めようと努力している。
リオによる教育の成果により、シュトラール地方の共通語は日常会話なら問題ない程度に習得している。また、精霊の里での訓練を経て精霊術をわずかながら使えるようになっている。
1000年前に存在した賢神リーナが、竜王リュオと共に同じ世界・時代に転生したのが綾瀬美春であり、向こうの世界に残したものが転生したアイシアとは根源を同じくする存在。ハルトと惹かれあっていたのは前世からであることが分かった。
『精霊幻想記』キャラクター人気投票では第2位。

### レストラシオン
クリスティーナ＝ベルトラム
声 - 鈴代紗弓
ベルトラム王国第一王女。気が強いが、王族としての責任感も強く、聡明。
王立学院ではリオと同じクラスに在籍していたものの、自分の立場というものを自覚しているためか学院時代はリオとの接触自体を避け、フローラにも言葉をかわさないようにと諌めていた。リオのことは誤解で平手打ちをお見舞いした後に生まれて初めて抵抗されたことで、自身の無力さを痛感させた人物ということもあって同じクラスではあったが敬遠していた。一方で、学院の授業などでリオの能力を目の当たりにしたことで、秀才どまりの自分とは違う本当の特別だと憧憬の感情も持っていた。
クレール伯爵領でリオやセリアと再会し、ガルアーク王国までの護衛を依頼し、その道中で不和を招こうとしたレイスにハルト=リオだと教えられる。レストラシオンに合流後、ルシウスの策略でフローラと共に人質として利用され、ハルトがリオと同一人物であり自分たちがリオを虐げていたことを改めて暴露される。リオに救出されると、リオへの数え切れない恩義や罪悪感と共に複雑な感情を抱えており、王女として頭を悩ませている。セリアに味方しているリオを完全にレストラシオンに取り込もうとするユグノー公爵には、内心そんな恥知らずな行為はできないと憤慨しつつ釘を刺している。
外伝ではクリスティーナがリオやセリアに護送される道中で立ち寄ったある都市で、リオと2人でデートする様子が描かれている。
フローラ＝ベルトラム
声 - 本渡楓
ベルトラム王国第二王女。思いやりのある善良な性格だが姉のクリスティーナとは反対に気が弱く、自己主張が苦手。リオやクリスティーナの1歳下。
幼いころにレイスの陰謀によって誘拐された際に、前世の記憶に目覚めたばかりのリオに助けられる。これを機にリオは王立学院へ入学することとなり、浮浪児の境遇から脱する。在学中は学年が異なり、また、クリスティーナからの指示でリオとはほとんど交流を持つことを許されなかった。野外演習中、魔物に襲われ、混乱の中、スティアードの行動が原因で崖から転落するが、精霊術によりリオに助けられる。その直後、レイスにより召喚されたミノタウロスに襲われそうになるが、再びリオにより救われる。しかし、リオがフローラ転落の原因のスケープゴートにされたため、リオは王国を出奔することになった。
フローラ自身はリオに恩義と淡い恋心を抱いていたが、上記のスケープゴートの件で父である王に直談判するものの無視され、王立学院でリオが差別的で不当な扱いを受けていたことなど結局何もできなかった自分自身に対して、ずっと後悔し続けることになる。
ベルトラム王国で政変が起きた際、ユグノー公爵派によって勇者である坂田弘明共々、特別政府「レストラシオン」の神輿として担ぎ上げられる。ガルアーク王国への亡命の途上、魔物に襲撃された際にハルトと名乗るリオに助けられ、ミノタウロスと戦うその姿に既視感を覚える。後に、アマンドでルシウスによって誘拐された際、救出にきたハルトに対してルシウスがリオと呼んだことからハルトがリオであると確信する。
ルシウスから助け出された直後、学院時代のことをリオに対して必死に謝罪しようとするが、王国との関わりを望まず、かつ、フローラのことを信用しきれないリオからは「リオという人間の名前は忘れて欲しい」といった趣旨のことを言われ、一定の距離を置かれることになる（8巻）。
レストラシオンでは、勇者である弘明の正妻として正式に婚約を発表される。しかし、無意識にハルトへの好意を滲ませ、弘明の不興を買うことが多かった。ルシウスの策略でクリスティーナと共に人質として利用された際、しばらく音信不通となったことや、弘明のリオに対する嫉妬もあり、弘明との婚約が解消される。
リオに対しては罪悪感・恩義・恋心など複雑な感情を持ち合わせているが、王女という立場やその性格から、あまり踏み込めてはいない。
リオが他の令嬢からお茶会等に誘われ参加することを知ると、自分も一緒に参加したいという気持ちが表情にでてしまう。
レストラシオンに多大な貢献のあったハルトに対して褒賞として家柄的に公爵令嬢のロアナを側室として嫁がせるのが良いのではないかという提案がユグノー公爵からあがった際、「フローラを側室に」というクリスティーナの冗談に対しては嬉しそうな反応を示した。
外伝「セリア先生編 第2話」では、リオの王国出奔後、学院内でリオの悪口を言うアルフォンスとスティアードに対して、自身が知る限りの真実で、きちんと彼らに反論している。
坂田 弘明（さかた ひろあき）
声 - 吉野裕行
ベルトラム王国を脱出したユグノー公爵派に召喚された勇者。大学受験に失敗した、浪人中の普通の19歳。所持している神装は水を掌る力を宿している刀。
勇者という特別な地位にいることに酔っており、元の世界への帰還は基本考えていない。
自己顕示欲が極端に強く、おだてられると調子に乗りやすい性格で見栄っ張り。一方で駆け引きには疎く、ユグノー公爵やロアナによって思考を誘導されやすく、自らが傀儡として操られていることを認識していない。また、自分以外の人間が注目されることや、自らを持ち上げない美形や金持ちといった人間を露骨に嫌っており、隠そうともしていない。そのためリーゼロッテやそのメイド、皇沙月などの目端の利く女性陣からの評価は極端に低い。
騎士などとも模擬戦を行っているが接待試合であることも気付かず、ユグノー公爵が力をつけて自分の元から離反しないようにという思惑もあってきちんとした戦闘訓練なども行っていない。自身が初めての実戦に怯えていたことをよそに自分を守っていた騎士達の奮戦を無下にするような言動をすることから、騎士達から反感を抱かれているらしくプライベートなところでアルフォンスから「口だけは立派なむかつく奴」と陰口をたたかれていた。
いわゆるオタクの気質があり、神装に「八岐大蛇」という名を付けたり、姫騎士であるシルヴィに対して軽薄な憧れを抱いたりしている。神装そのものの力は絶大だが、本人の実力は低く、レイスには一瞬で気絶させられていた。数多の功績を挙げ美人を侍らせるリオに嫉妬し、決闘を挑む。神装の能力を使うものの惨敗し、能力を制御できず被害を広げかけたことでクリスティーナから説教を受け、しばらくの謹慎処分を受ける。
フローラ、ロアナと婚約をしていたが、クリスティーナとフローラが拉致された際、生死不明のフローラに代わってガルアーク王国のロザリー王女との婚姻を求められ、リーゼロッテとの縁談と引き換えに了承するが、リーゼロッテにきっぱりと断られる。さらに、2人を救出し帰還したリオ達の様子を見てフローラへの気持ちが冷め、ロザリーと婚約することを決意する。
その後、リオが功績をあげ続けて称賛される状況が気に入らず悶々とした状況が続くが、同郷で趣味の合う斉木怜とからかいがいのある村雲浩太と出会い、勇者の権力も使って補佐官に任命して一緒に趣味の小説を作るなどの交流を得たことで気持ちが安定するようになる。
ロアナ＝フォンティーヌ
声 - 金子彩花
フォンティーヌ公爵家の令嬢。王立学園におけるリオの同級生。
身分が下の者には高飛車で高圧的ともとれる言動が目立つが、身分の高い人間には責務があるという自己意識ゆえのものであり、本人に悪気はない。
勇者である弘明の世話係として仕え、ご機嫌取りに励んでいる。弘明に付いていく形で、ベルトラム王国へ両親を残してレストラシオンに所属を移す。後に、弘明の第2夫人として婚約する。クリスティーナからハルトとの縁談を持ち掛けられるが、弘明を支え続けることを決意して断った。
ギュスターヴ＝ユグノー
声 - 荻野晴朗
ユグノー公爵家当主。スティアードの父親であり、老獪な政治手腕を持つ大貴族。クリスティーナ曰く「合理的な野心家」であり、一定の実を掴み取れば、名までは欲さない人物。
レストラシオン設立後、何としてでもリオを引き込もうと動いている。その後、ソラがハルトをリオと呼んでいる場面に遭遇したこととを発端に、元々セリアやクリスティーナのリオへの態度に違和感を持っていたことからその正体に気づく。そして、長男スティアードがリオに冤罪をかぶせたことと自身もリオへラティーファを暗殺者として送ったことから、現在ではガルアーク王族に評価され戦況を覆しうる戦力でもあるリオを過去に陥れており、それにより自身の政治生命が終わりかねない地雷だと気づく。その後葛藤の末、リオへ秘密裏に謝罪しようした矢先、スティアードがリオを罪人だと公の場で糾弾したため、止む無くガルアーク王族とフローラ、クリスティーナ両王女立会いの下真相を明らかにし、リオを侮辱した罪で逮捕されたスティアードには親子の縁を切る義絶を言い渡した。
ジョージ＝ロダン
ユグノー公爵派の重鎮、ロダン侯爵家の現当主。領都ロダニアには、レストラシオンが本拠を置く。
レイモン＝ブラント
ユグノー公爵派に所属する騎士。フローラ親衛隊の隊長を務める人物。
ヴァネッサ＝エマール
声 - 河瀬茉希
王の剣アルフレッドの妹。クリスティーナの護衛を務める女性騎士隊長。
クリスティーナがクレール領から脱出する際、護衛についたリオ、サラ、オーフィア、アルマの4人の圧倒的な戦闘力を目の当たりにし、クリスティーナへは4人を召し抱えるよう進言する。
アレイン、ルッチ、ヴェンの3人による襲撃を受けて致命傷を負い、クリスティーナとフローラを拉致される。寝たきり状態になっていたが、リオにより2人が救出された後、クリスティーナとリオの手で治療が施され目を覚ます。
村雲 浩太（むらくも こうた）
重倉瑠衣と共にベルトラム王国に召喚された少年。瑠衣と同じ部活に入っていた。召喚後は、瑠衣のサポートで言葉を覚える。
幼馴染で想い人の茜が瑠衣に取られたことに嫉妬して、クリスティーナと共にベルトラム王国を飛び出す。国境で瑠衣と再会して和解し、1人でも生きていけるようになるため冒険者になることを決意する。
レストラシオンでは客人として扱われ、学院に通う。弘明と出会ってからは補佐役に指名される。
斉木 怜（さいき れい）
瑠衣と共にベルトラム王国に召喚された少年。瑠衣や浩太の1学年先輩で、根は明るいがお調子者なところがある。召喚後は、瑠衣のサポートで言葉を覚える。
クリスティーナや浩太に付いていく形でベルトラム王国を飛び出す。レストラシオンのクリスティーナ歓迎会で男爵令嬢のローザ・ダンディと出会い、婚約したことで準男爵の爵位をクリスティーナから与えられた。
レストラシオンではローザと共に学院に通う。弘明と出会ってからは補佐役に指名される。弘明とは同じくお調子者ということや漫画などの趣味が合うこともあって、仲良くなっている。
ローザ＝ダンディ
男爵令嬢で、レストラシオンの歓迎会で怜と出会い、婚約した。
ミカエラ＝ベルモンド
男爵令嬢で、レストラシオンの歓迎会で浩太や怜と出会う。レストラシオンの学院ではローザも含めた4人で一緒に講義を受けている。

### ガルアーク王国
リーゼロッテ＝クレティア
声 - 東山奈央
ガルアーク王国西部に位置する交易都市アマンドで最大の商業組織であるリッカ商会の会頭であり、クレティア公爵家の令嬢。
春人と同じ事故で死亡した高校生「源 立夏（みなもと りっか）」の生まれ変わりで、リッカ商会では前世の知識をもとに開発した商品を日本と同じ商品名で販売し、自分と同じ転生者を探す一助としている。実は前世では春人が通っていた大学の付属高校に在学しており、心の中では「天川先輩」と呼んでいた。
前世でも恋愛をしたことが無く、色恋には疎いものの、気になる相手として尋ねられた際には度々リオを思い浮かべている。父親との交渉を果たし、結婚相手を自分で決める権利を持ち、縁談の一切を拒絶する。また、国王の承認を得た弘明からの縁談もきっぱりと断った。商人としてもリオの知識や技術に目を付け何かと気に掛けており、リオへの感情をシャルロットから問い詰められた。
『精霊幻想記』キャラクター人気投票では第3位。
アリア＝ガヴァネス
声 - 高垣彩陽
リーゼロッテの侍女長を務める。リッカ商会立ち上げ前からの従者で、リーゼロッテにとっての腹心の部下でもあり、アリア自身もリーゼロッテに忠誠を誓っている。元々はベルトラム王国の出身の子爵令嬢だったが、実家が没落して王立学院を中退し、一時は王城で上女中として働いていた。この時、フローラ救出の手柄で国王に謁見することになったリオに請われ、セリアとともに謁見の作法を教授している。その後、王城での居心地の悪さから女中を辞め、冒険者として活動していたところをリーゼロッテに見出された。
王立学院ではセリアの同級生で、セリアが髪色を変えてセシリアとして目の前に現れた際には既視感を覚えていた。
リーゼロッテより与えられた身体強化と切断力強化・傷の治りを遅くする効果を持つ魔剣「致死の厄剣（リーサル・ブリンガー）」の使い手。侍女隊の中でもその力は突出しており、リオにはサラ達よりも高い近接技能を持ちアルフレッドに迫ると評された。
エリカの手でリーゼロッテが誘拐された際は、自ら志願してリオと共に救出に向かう。
外伝では、アマンドでリオから託された手紙を持ち、セリアの元へ訪れている。
コゼット
声 - 飯田友子
リーゼロッテの侍女。古株で、少なくともリオがベルトラム王国を出た時点ではリーゼロッテに仕えていた。お調子者な性格で下世話な話を好む。リオに好意を持ち、リオの前では慎み深い清楚な女性を演じてじっくりと落とす作戦を実行している。
ナタリー
リーゼロッテの侍女。生真面目な性格で、同じく古株の同僚であるコゼットとは頻繁に衝突している。
グレース
声 - 首藤志奈
リーゼロッテの侍女。治癒魔法を得意とする。
クロエ
声 - 小路裕夕
リオがベルトラム王国から出奔した直後にリオが宿泊した宿屋の娘。放浪中のリオを勧誘して半ば強引に泊まらせた。宿の食堂でリオと冒険者が揉め事を起こした際に魔法を使ったリオに怯えてしまったことを気にしている。ミレーユという妹がいる。
セリアの結婚式が開催される前にリーゼロッテの侍女となった新人で、ぎこちなさが残る。アマンドへの道中、魔物の襲撃から救出に訪れたリオと再会する。
皇 沙月（すめらぎ さつき）
声 - 戸松遥
ガルアーク王国に召喚された勇者。神装はグレイブ。美春達の1歳年上。
召喚前は春人や美春達が入学した高校の生徒会役員（Web版では生徒会長）を務めており、皇グループという巨大企業の経営者の娘でもある。
美春や千堂貴久は中学時代同じ生徒会役員であったことから親しく、またその縁から弟妹である雅人や亜紀も見知っている。重倉瑠衣とは親が共に巨大企業の重役という縁からパーティーなどで面識がある。
リオの計らいで美春・亜紀・雅人と再会する。リオには美春と結ばれてほしいと思っているが、触れ合ううちに、自身もリオを憎からず思っている様子を見せている。リオが王城内の屋敷にいる間は毎日のように遊びに行っている。
フランソワ＝ガルアーク
声 - 高橋伸也
ガルアーク王国の国王。
国益を第一として考えており、リオや勇者である沙月をあの手この手で囲いこもうとしたりと抜け目のない人物。
リオのことを高く評価しており、立身出世を望まないので報酬を望まない彼に国としての体裁や周囲への示しといった面から攻めて名誉騎士の称号や王城内の屋敷など異例の恩賞を与える。
ミシェル＝ガルアーク
ガルアーク王国第一王子。
最初は義務で沙月に近づくが、私情に流されて惚れてしまう。
シャルロット＝ガルアーク
声 - 上坂すみれ
ガルアーク王国第二王女。
幼い容姿に見合わない言動が目立ち、周囲の人間の関係をいじって楽しんでいるような素振りを見せる。
貴久から美春を救ったリオの規格外な実力を目の当たりにして見惚れ、王女としての立場も忘れて恋に落ちる。リオの側室でも構わないからと国王であるフランソワにもその事実を伝え、リオならばさらなる武功を挙げて王女と対等になれると信じている。一夫多妻制を推奨しており、リーゼロッテと沙月、美春らに協力関係を申し出る。リオが王城内の屋敷を下賜されると、リオとその周囲にいる女性を集めたお泊り会を開くなど、積極的にリオと距離を詰めようとしている。
ルイーズ＝シャロン
ガルアーク王国近衛騎士団所属、シャルロット親衛隊長。年齢は20代前半。
小さいころからシャルロットを警護し、溺愛している。その想い人であるリオに嫉妬していたが、リオの近接戦闘指導を受けてその実力を認めるようになる。
セドリック＝クレティア
リーゼロッテの父。40代半ばだが、若々しい美男子の風貌。気さくで懐の深い人柄で、妻のジュリアンヌを溺愛し、貴族では珍しく一夫一妻を貫いている。
ジュリアンヌ＝クレティア
リーゼロッテの母。おっとりとした顔つきで、若々しい美貌を持つ。

### ベルトラム王国
フィリップ＝ベルトラム
声 - 八代拓
ベルトラム王国の国王。暗愚というほどではないが凡庸な人物で、利益優先の姿勢の結果国を危機に陥れた。国益重視の考えからアルボー公爵を抑えているユグノー公爵の権勢を削ぐわけにはいかないと判断し、リオは無実だと直談判したフローラの進言を聞き入れず、娘の恩人であるリオの指名手配を承認してしまった。
復権したアルボー公爵により実権を奪われ、政権の実質的な傀儡となっている。
重倉 瑠衣（しげくら るい）
ベルトラム王国に召喚された勇者。神装は雷光を操る弓。日本人ではあるがハーフで外国に留学していた経歴を持ち、重倉重工という巨大グループの御曹司でもある物腰柔らかな貴族然とした少年。
皇沙月とは親が共に巨大企業の重役という縁からパーティーなどで面識がある。村雲浩太や斉木怜、茜を巻き込んで転移したが、言葉の通じない彼らに付きっきりでサポートした。茜と付き合ったことで浩太からの嫉妬を買い、浩太と怜がベルトラム王国を出奔する原因となった。
シャルル・アルボーとセリアの結婚式に承認者として出席中、式場を襲い花嫁を拉致した賊（リオ）を追う騎士に加勢して矢を放つが取り逃がす。
元の世界への帰還を考えており、リオが日本名ととれる名前を名乗るようになったことで一層興味を抱き話をしようとするものの、機会がなくベルトラム王国に帰国した。
逃亡中のクリスティーナを追ってリオと再会し、アルフレッドと共に迎え撃つものの惨敗するが、その場で浩太とも再会し双方話し合って和解する。
スティアード＝ユグノー
声 - 土岐隼一
ユグノー公爵家の長男。王立学院ではリオの1級下。
リオと同じ班のメンバーとして参加した野外演習では、やはり同じ班だったフローラ王女を危険に晒しておきながらその責任をリオになすりつけ、リオがベルトラム王国を出奔する原因となる。
4年後に再会するが、魔道具で髪の色を変えたリオに気づかずにレストランで彼に絡み、経営者であるリーゼロッテまで巻き込む騒動となった。野外演習での失態とこの事件が直接の原因となり、ユグノー公爵である父・ギュスターヴから廃嫡を言い渡される。
その後、父・ギュスターヴとの問答を発端としてハルトがリオだと勘付き、保身と嫉妬から正体の追究に躍起となる過程でリオの妹・スズネが奴隷のラティーファだと気づき、周囲の状況を考えずに衆人環視の中ラティーファがユグノー家の奴隷であることを暴露した上、政治面を考慮して穏便に済まそうとしたリオの提案を蹴って公の場でリオを罪人だと糾弾した。本人は野外演習の件について自分の記憶を改竄しており非は全くないと本気で思っており、ユグノー家の奴隷であるラティーファを勝手に開放したリオが裁かれると思っていた。しかし、ガルアーク王族やフローラ、クリスティーナ両王女がリオを支持する立場を表明したこともあり、野外演習での自身の罪を暴かれて名誉騎士を罪人と侮辱した罪で逮捕された。この暴走は、ユグノー公爵から、「生まれなければよかった」と吐き捨てられるほどの結果をもたらし、完全に親子の縁を切る義絶を言い渡された。
アルフォンス＝ロダン
声 - 井上雄貴
ロダン侯爵家の次男。
スティアードと共にリオとリーゼロッテに対する不義を働き、魔物捜索の任を強制されるが、そこでレイスによって魔物化され、坂田弘明らを襲撃するもののアイシアに倒されて死亡する。
ヘルムート＝アルボー
声 - 岩崎征実
アルボー公爵家当主。王位簒奪を狙う国賊。物語開始時点では国一番の権勢を誇っていたが、フローラを誘拐されたことでユグノー公爵に巻き返される。
その後、ベルトラム王国とプロキシア帝国が戦争し、王国側が大敗するものの帝国との講和条件をまとめたことで復権した。裏ではプロキシア帝国と通じていることが公然の秘密と化している。
自分の血を引く王女ロリスは王位継承権が低いが、勇者との間に子ができればその子を王位につけられると考え、瑠衣にロリスを娶らせようと画策している。しかし、瑠衣の恋人・茜も一緒に召喚されているため、思い通りになっていない。
シャルル＝アルボー
声 - 田丸篤志
アルボー公爵家嫡男（Web版では次男）。元・近衛騎士団団長。
フローラを誘拐され、しかもそれを救出したリオへ拷問したことがきっかけで近衛騎士団団長の座を失う。学院時代のリオとの模擬戦で完敗している。基本的に小物であり、自己保身と欲望に忠実な男。
リオが王国を追放されて以来アルボー家が復権し、セリアを無理やり妻にしようとしていたが、リオに阻止される。裏でレイスと繋がっており利用されている。レイス発案のクリスティーナ捕縛作戦では、アルフレッドと瑠衣を圧倒したリオにより捕虜として捕らえられ、レストラシオンにその身を預けられた。尋問された際には王国在籍時代に自分達が陥れたルシウスとレイスがつながっていることを知らなかったなど、レイスに都合よく利用される存在だった事実をリオに告げられる。
その後、レストラシオンとアルボー公爵との交渉で、その身柄は返還された。その後、名誉挽回のため菊地蓮司を主力としてのロダニア強襲作戦における尖兵として参加した。
テナシナ
声 - 清水彩香
シャルルの正妻（序列1位）で、6人の妻のリーダー。
クリスティーナには親切な態度をとるが、シャルルの妻となる予定だったセリアについては快く思っておらず高飛車で傲慢な態度をとっていた。
アルフレッド＝エマール
声 - 浜田賢二
「王の剣」の称号を持つベルトラム王国最高最強の騎士にして、近衛騎士団団長。魔法では不可能な身体強化の行使と光の斬撃を放てる国宝の魔剣「断罪の光剣（フラッシュ・ジャッジメント）」の使い手。生真面目な性格で、国王の命令を最優先する。
精霊術の使用が制限されていたとはいえオーフィアやセリアを容易く捕らえ、リオに難敵と評されるなど実力は本物。
セリア拉致事件とクリスティーナ捕縛作戦で2度リオと対面しており、いずれも瑠衣の支援を受けて戦うが完敗する。その後、捕虜として捕らえられる。
ローラン＝クレール
声 - 中島卓也
セリアの父親。魔道の名門として名高いクレール伯爵家の現当主。娘のことは「セリアちゃん」と呼んで溺愛しており、リオが王立学院に在学していたころは、結婚適齢期を迎えたセリアのために大量の縁談を持ち込み、彼女を辟易させていた。
セリアとシャルルの縁談はシャルルからの圧力で泣く泣く受け入れてはいたが乗り気ではなく、セリアとの再会時には、シャルルと結婚するくらいなら一生独身のままでもいいと力説した。
モニカ＝クレール
セリアの母親。生まれつき体が弱く、しばしば長期間寝たきりになってしまうため領内から出たことがなかったが、アルボー公爵にローランへの人質として利用されるのを避けるべく、セリアの手引きでガルアーク王国に逃れる。
ガルシア＝フォンティーヌ
声 - 手塚ヒロミチ
ベルトラム王国貴族の第3勢力である親王派に属するフォンティーヌ公爵家の先々代当主で、王立学院の学院長を務めている。
フローラがフィリップ王にリオをスケープゴートにするのを取り消すよう訴える場にも居合わせたが、国内事情を考えて王のフローラの訴えを無視する判断を支持した。

### 精霊の民の里
サラ
声 - 新田ひより
銀狼種の獣人の女の子。高速戦闘を得意とする。契約精霊は全長数メートルにもなるヘルという名の銀狼。18巻時点で16歳。
リオが精霊の里に滞在する間は、ラティーファ、オーフィア、アルマと一緒に暮らしている。オーフィア、アルマとは3人でセットになることが多く、年長者でもあるため代表として振る舞うことが多い。リオに好意を寄せているが、素直になれない。
皇沙月に会うために美春達が里を出る際、オーフィア、アルマと共に里を出てリオ達と行動を共にする。
クレール伯爵領からクリスティーナ達を逃がすため3人で囮となり追手を翻弄する。陽動に気づいたレイスがクリスティーナ達にオークやミノタウロスをけしかけるが、直後にサラ、オーフィア、アルマが駆けつけ、短時間のうちに魔物を退治し、周囲に圧倒的な戦闘力を見せつけた。
里を出てからは基本的に魔道具で耳や尻尾を消している。また、里の掟で精霊術の存在を隠しているため、身体能力強化なども魔術（魔剣）によるものに見せかけて戦闘するというハンデを背負いながらも、「天上の獅子団」の魔剣使い3人と互角以上の戦いを見せ排除した。
サラ、オーフィア、アルマともに美少女のため、勇者である坂田弘明に興味を持たれるが、彼女達が弘明に全く興味を示さなかったため、リオに恥をかかせたいと考えた弘明がリオに対して模擬戦を申し込む遠因の1つになっている。
人間族、特に王侯貴族との交流を望まないため、一定の距離をおいている。
リオからラティーファがユグノー公爵から奴隷として使役されていた事実を聞かされた際は、怒りを滲ませる。
ガルアーク王国が魔物と「天上の獅子団」に襲われた際、アルマに続き契約精霊のヘルを召喚。国王やレイスなどの一部のものにヘルの存在を知られることになる。
オーフィア
声 - 首藤志奈
ハイエルフの女の子。精霊術を得意としており、1人で空を飛ぶこともできる。契約精霊はエアリアルという鷲に似た精霊で、魔力に応じて大きさを変化させられる。移動時は複数人を背に乗せられるため、里を出てからは1度に複数人での移動が可能になった。18巻時点で15歳。
弓による遠距離攻撃が得意。
ラティーファ、サラ、アルマと共に里を出てリオに同伴する。リオへの好意を仄めかしており、よくサラをからかっている。名前を呼び捨てにされると恥ずかしがる。
クリスティーナを追うシャルルに追いつかれ王の剣であるアルフレッドと精霊術を隠しながら得意の弓で戦ったが、接近され敗北。直後、シャルルに魔封じの首輪を付けられてしまった（オーフィアの美しい容姿を見たシャルルからは傷つけないで生け捕りにするよう指示されていた）。
料理が得意。
ガルアーク王国が魔物と「天上の獅子団」に襲われた際、レイスから邪翼竜をけしかけられる。サラ、アルマ同様、この戦いでエアリアルの存在が一部のものに知られることになる。
アルマ
声 - 西明日香
エルダードワーフの女の子で、ドミニクの曾孫娘。種族の特徴でもある怪力を駆使して戦う。契約精霊は獅子の姿に似たイフリータ。
ラティーファ、サラ、オーフィアと共に里を出てリオに同伴する。リオのことでサラをからかうことが多いものの、自身もリオへの好意を持っているため度々からかわれている。
大型のメイスを武器に戦うが、女の子として怪力を指摘されると怒る。
メイスで強靭なミノタウロスを殴れば軽く吹き飛ばし、致命的なダメージを与えるだけの戦闘力を有している。
ドワーフの特徴から3人の中では背が1番低く、大工仕事などが得意。
クリスティーナの護送時、サラと2人で協力して「天上の獅子団」の魔剣使い3人を退けている。
ガルアーク王国が魔物と「天上の獅子団」に襲われた際、敵の数が多く、防衛が困難な状況に陥ったため里の掟を破って契約精霊のイフリータを召喚したことで、国王やレイスなどの一部の者にイフリータの存在を知られることになる。
ウズマ
声 - 大地葉
翼獣人の女性。里一番の戦士。
アースラ
声 - 甲斐田裕子
狐獣人の老婆で、里の最長老の1人。ラティーファの祖母（Webでは曾祖母）にあたる。
シルドラ
声 - 一条和矢
ハイエルフの老爺で、最長老の1人。
ドミニク
声 - 中博史
エルダードワーフの老爺で、最長老の1人。
4人の妻を持ち、リオにもちょくちょく一夫多妻を勧めてくる。
ドリュアス
声 - 小坂井祐莉絵
精霊の民の里の世界樹に宿る準高位精霊。目覚めたばかりのアイシアに精霊のことを教える役目を担った。
ベラ
銀狼種の獣人でサラの妹。ラティーファや亜紀と仲が良い。
アルスラン
獅子獣人の少年。雅人と仲が良く、雅人達が旅立つ際に再会の約束をした。
アーニャ
猫耳獣人の少女。年上組で、奔放な性格をしている。

### カラスキ王国
カラスキ＝アヤメ
声 - 大地葉
リオの母親で、故人。リオが5歳の時、リオの目の前でルシウスの手によって殺害される。リオには話していなかったが、カラスキ王国を出奔した王女でもあった。
ゼン
リオの父親で、故人。依頼中の事故で死亡したと言われていたが、ルシウスによって殺害されていたことがルシウス本人により明かされる。精霊術の使い手でもあった。ゴウキ曰く、武に関する天賦の才があった、と言わしめるほどの実力があった。
ユバ
声 - 大原さやか
リオの父方の祖母。精霊術の使い手であり、ルリやサヨに精霊術を教えている。村では長を務めている。
リオがゼンとアヤメの息子であると知り自身が祖母であることを明かすが、リオにはその事実は内密にするように伝え、ゴウキに宛てて書簡を送った。
ルリ
声 - 小見川千明
本作のヒロインの1人。ユバの孫でゼンの兄の娘。リオにとっては従姉となり、それが判明して以降はリオからは砕けた喋り方をされるようになる。
リオがセリアや美春などを連れて村を再訪した際に再会した。
サヨ
声 - 久保ユリカ
本作のヒロインの1人。ユバの村に暮らす村娘でルリの親友。精霊術をユバから学んでいる。元々ルリと仲が良かったこともあって、カラスキ滞在中のリオともよく行動を共にしていた。当初からリオに好意を抱き、告白するが断られる。その後、一連の出来事を見ていたゴウキが接触した際に、リオへの思いを諦めきれないと告げる。リオが旅立った直後、ゴウキ達と共に村を出てリオの後を追う。
2年後、精霊の里でリオと再会し、リオの周りに多くの女性がいることに驚く。リオが王族であることや1度振られたことに引け目を感じて一歩引いた立場を取ろうとするが、美春からのアドバイスを受けた。
シン
声 - 増田俊樹
サヨの兄。精霊術をユバから学んでいる。当初は他所者のリオのことを快く思っていなかったが、リオがゴンの手からルリとサヨを守ったことでリオのことを認めるようになる。
妹を大切にしており、旅立ったリオの後を追うゴウキ達についてサヨと共に村を出る。
カラスキ＝ホムラ
声 - 手塚ヒロミチ
リオの母方の祖父で、カラスキ王国の現国王。
カラスキ＝シズク
声 - 大地葉
リオの母方の祖母で、カラスキ王国の現王妃。
サガ＝ゴウキ
声 - 大泊貴揮
サガ家当主。精霊術の使い手であり「鬼神」の二つ名を持つカラスキ王国最強の武士として国内および近隣諸国に名を轟かせており、戦場で屠ってきた強者どもの数は計り知れない。
ユバから受け取った書簡によってリオがゼンとアヤメの息子であることを知り王城へと案内する。その後、国王の命令でリオと試合し敗北する。リオの実力を目の当たりにしてリオの復讐の旅に同行を申し出たが、リオが空を飛び移動できることを見せられ断られてしまった。
王女であったアヤメの元護衛役でゼンとは同僚であったが、アヤメが国を去る際に妻のカヨコが身籠っていたため同行することができなかったことを悔いており、リオの旅立ち直後にカヨコと娘のコモモとその家臣達に加えてシンとサヨを連れてリオの後を追う。
2年後、迷い込んだ精霊の里でリオの名前を出したことで里の者との交戦を回避し、里の者の勧めで待機していたところリオと再会し、臣下として仕えたいと申し出る。仲間として、あるいは家族としてならと同行が許される。
リオ不在時にガルアーク王国が急襲され、危機的状況に陥っていた際、オーフィアのエアリアルで駆け付け、カヨコと共に助けに入る。
ドミニクの鍛えた風の精霊術を増幅する刀「鎌鼬」を使用し、飛行はできないが空中に足場を作る靴の魔道具も頂いた。
サガ＝カヨコ
声 - 山本希望
ゴウキの妻で、アヤメの元護衛役。二刀流で小太刀の使い手。水の精霊術を得意とする。
ドミニクの鍛えた水の精霊術を増幅する小太刀を使用。ゴウキ同様、空中に足場を作る靴の魔道具も頂いた。
サガ＝ハヤテ
声 - 小林千晃
ゴウキの息子。ルリに好意を抱いている。
サガ＝コモモ
声 - 福緒唯
ゴウキの娘。街中で誘拐されかかったところをリオに助けられたが、後にそれを知りリオを慕うようになる。元気で奔放な性格をしており、ゴウキに頼んでリオが村を出るまでしばらく一緒に暮らしていた。
その後、リオの元に旅立ったゴウキの旅に同行した。
アオイ
声 - 西野陽子
コモモの警護をしている女性。
ドラ
声 - 白井悠介
ユバの村に住む大柄でがっしりとした身体つきの男。ウメの夫。村の猟師頭を務め、シンを指導する。
ウメ
ユバの村に住む恰幅の良い女性で、ドラの妻。両親のいないサヨとシンの面倒をよく見ている。
ゴン
声 - 中島卓也
ユバの村の近隣の村の村長の息子。ルリとサヨを強姦しようとしたところをリオに叩きのめされ、刑罰として奴隷として売られてしまう。

### セントステラ王国
リリアーナ＝セントステラ
セントステラ王国第一王女。
召喚されたばかりで家族と離れ離れになり意気消沈している貴久を献身的に世話をして元気づけたことから、貴久から信頼されている。
貴久の事を善良な人格の持ち主であると判断しサポートする。一方で、ガルアーク王国における貴久の暴走を止めようと説得するもセントステラ王国からの離脱という脅迫を受け、貴久に対して残酷な現状を哀れに思いながら貴久への枷となる交換条件を引き換えに協力することになる。
実は影でフランソワに密告しており、ガルアーク王国が迅速に行動できるよう幇助した。
その後、セントステラ王国に帰国後ふさぎ込む貴久をどうにかしようとするが進展せず、一方で貴久に同行した雅人との交流を深めることになる。その後、勇者として聖石に召喚された雅人と共にガルアーク王国に転移した。
千堂 貴久（せんどう たかひさ）
声 - 大野智敬
セントステラ王国の勇者。神装は、赤い刀身を持つ片手半剣「レーヴァテイン」。雅人の兄で、亜紀の義兄。元々家族思いなこともあってか召喚されて一時離れ離れになってからは美春を含めて家族がそろうことに執着心を持つようになり、特に以前から美春に想いを寄せていたためか独占欲を見せるようになる。元の世界では生徒会役員を務めるなど優秀で善良な性格を見せていたが、転移してからは元の世界の常識との乖離もあり自分の望みと周囲の状況が違えた時に、自分に不都合な現実から目を背け他人を慮ることなく自分の事を最優先するようになり、自身の居場所を見失ってしまうようになる。
書籍版では、リオの前世が周知となり美春と雅人が自分の元ではなくリオの元に残ると表明したことで、リオへの対抗心や独占欲もあって暴走するようになる。リオがこの世界で人を殺したことを言及するや「人殺し」と異世界の常識や状況等を無視して非難し、それを言い訳に2人を強引に奪おうと決闘するに至るも惨敗する。しかし、決闘後も現実を受け入れられず、ついには勇者の地位を返上して離脱するとリリアーナひいてはセントステラ王国をも脅迫して国賓でもある美春を誘拐しようと画策する。誘拐実行前に美春を説得しようとするも「（日本では）薄汚い犯罪者」とリオの非難をやめなかったことで完全に決別され、美春の誘拐を実行したが飛行船出発前にリオにより奪還され殴られ気絶した。この時、飛行船のクルーは美春を奪還したリオを称賛しており、貴久の勇者に相応しくない行為に反感を抱かれていた。
その後ガルアーク王城に戻され、セントステラ王国へ亜紀や雅人とともに戻ることになる。帰国後は覇気を失い引きこもり状態になっている。雅人との模擬戦で反則を犯して勝ったことで、雅人から失望される。
千堂 亜紀（せんどう あき）
声 - 高野麻里佳
春人の母とその浮気相手の間にできた子供であり、天川春人の異父妹（周囲が慮って、本人には知らされていない）。
母親の不貞によって両親が離婚した後は母親に引き取られた。このことを知っているのは両親以外では春人だけであったが、後に美春もリオに経緯を知らされる。
離婚の原因は知らずに母を慕っており、それ故に幼少期に交わした「ずっと一緒にいる」という約束を破り母が苦しい生活をしていたことと併せて兄の春人のことを逆恨みし、美春がその名を口にしただけで過剰に反応するようになったため、再婚後に兄弟となった雅人や貴久も春人の存在は知らなかった。
転移後に助けられたリオには恩人ということもあって、尊敬し慕っている。
書籍版では、ガルアーク王国の名誉騎士叙任に伴いリオがアマカワ姓を名乗ることを決意した後、リオに前世が春人であることを告白されるがその事実に困惑し、一転否定的な態度をとるようになる。その後、3人の中で唯一セントステラ王国に貴久と同行することを決め、貴久の暴走を一旦は止めようとするものの不可能と判断するや、兄弟と美春が一緒にいられないのは全てリオが原因と逆恨みを噴出させ美春の誘拐に手を貸す。
その後、ガルアーク王国に戻され、貴久と雅人とともにセントステラ王国へ向かうことになる。セントステラ王国では、雅人との触れ合いによって元気を取り戻しつつあり、自らが起こした事件への後悔と反省を滲ませており、雅人から許されてはいるものの強い罪悪感や貴久とハルトに対する複雑な気持ちから塞ぎ込みつつある。
千堂 雅人（せんどう まさと）
声 - 大西亜玖璃
亜紀の1歳下の義弟。
表裏無くまっすぐな子供。子供らしくファンタジーに対する憧れがあり、魔術や亜人の存在する世界にもいち早く順応した。
貴久とは仲が良いが、兄に頼るだけでなく自立したいという思いやリオに対する恩、アルスランといった友達との関係もあって、悩みながら貴久とは同行しないと主張した。
リオが前世のことを話した時は突然の情報に驚くも、今までの経緯も含めてそれならリオも兄みたいなものとして慕う姿勢を示した。
その後、貴久が嫉妬などからくる暴走で恩人であるリオを「人殺し」と一方的に非難したことに激怒し、「今は一緒にいない方が兄のためになる」と決意した。
事件後、貴久と亜紀が美春を誘拐しようとしたことなどの関係で、迷惑をかけた身内の始末を他人任せにはできないとしてセントステラ王国に行く2人に同行、リオ達とは一時の別れとなった。セントステラ王国でも鍛錬は欠かさず、純粋な技術では貴久を凌駕するほどまでに成長している。
絵梨花の死後、彼女の穴を埋める形で新たな勇者になってしまう。ただし、神装は絵梨花と形態が異なり両手剣となっている。
ヒルダ
リリアーナに仕える近衛騎士隊長。雅人に剣の稽古をつけている。

### プロキシア帝国
ニドル＝プロキシア
プロキシア帝国初代皇帝。傭兵から成り上がり、大小様々な国を征服することで大国を築き上げた傑物であり、年をとってもその強さに陰りなくシュトラール地方最強とも謳われる男。
戦闘を好んでおり、強敵との戦いには喜んで身を投じようとする一方エリカの心中をある程度話をしただけで察するなど洞察力もある。
帝国に侵入したリオとの一騎打ちでは敗北を喫したが、まだ全力を出していないような素振りを見せた。
一応味方ではあるが、ルシウスの趣味には批判的。
レイス＝ヴォルフ
声 - 遊佐浩二
プロキシア帝国の大使。その神出鬼没さと能力もあいまって慇懃無礼もしくは胡散臭い人物として、同じ陣営でもあるルシウスなどからも信用されてはいない。その裏では魔物を集めて都市を襲撃したり、新たな生物を生み出したりと何かを目論んでいる。現代の技術では不可能とされる転移呪文を行使できる石を複数所持して自陣の者に与えたり、勇者の力や「神魔戦争」という約千年前の時代を実際に知っているかのような言動もある。また、本来は高位の精霊術師でありながらそれを隠す、超越者の存在を忘れず認識できるなど謎が多い。
ルビア王国の宮廷貴族「ジャン・ベルナール」としても暗躍する。エステルを人質に取り、蓮司やシルヴィを味方に引き入れる策を弄した。
夜会期間中にガルアーク王城の襲撃を幇助した黒幕で、襲撃者全員を証拠隠滅を目的に持たせていた呪殺具で殺害している。ハルト＝アマカワの正体がリオであることを見抜いている。またルシウスとも繋がっているため、天上の獅子にも協力している。ベルトラム王国やガルアーク王国にて、様々な工作を進めるがシュトラール地方に戻ったリオに邪魔されるようになっていくのを受けて、ルシウスを用いてリオを排除しようともするが結局はできず、その一方でリオに邪魔されても戦略や政治的には自身の思う状況を作り上げるなど、非常に狡猾な面を見せている。
菊地 蓮司（きくち れんじ）
ルビア王国に召喚された勇者。小柄な高校生で、弘明ほどではないがサブカルチャーに詳しい。神装は、氷を操るハルバード「コキュートス」。国に属さず、冒険者として生きる道を選んでいるがシルヴィと親交を持ち交流する仲でもあった。書籍版には14巻にて登場。
召喚された地が聖地と呼ばれる泉であり、召喚時の衝撃でその泉が破壊されてしまう。その後、近くの村に住む村娘・レアの善意によって同居するも、周囲の村人とは馴染めず、また聖地を破壊した罪人として役人達が拘束しようとした際に勇者の力で殺してしまい、自分は悪くないと自己弁護しながら逃亡して他国に移り住むことになった。その後、誰とも組まない凄腕の冒険者”孤高のレンジ”と称され冒険者として生きてきた。レイスやルシウスによってエステル王女が人質に取られている現場を目撃し、正義感に駆られてルシウスに一騎打ちを挑むも片腕両脚を切断され惨敗（切り落とされた手足は一騎打ちの後にレイスによって再接合されている）。取り決めに応じ、レイスの配下としてプロキシア帝国に身柄が引き渡される。
仇としていたルシウスを殺し、自分とは異なり姫を守ったリオに対して対抗心を抱き、シルヴィ達と共に襲撃するも力の差を見せ付けられた上で逃走を許し、自分の弱さを自覚した。プロキシア帝国ではレイスによる戦闘訓練を受ける。
その後、レイスの命令でロダニア強襲作戦にベルトラム王国軍の主力として参戦し、弘明とは気が合わず口論しながら戦い戦闘訓練と経験の差もあり勝利したが、その後超越者として素性を隠したリオに圧倒され、ベルトラム王国軍に回収された。

### その他
ルシウス＝オルグィーユ
声 - 鳥海浩輔
傭兵団「天上の獅子団」の団長。没落したベルトラム王国貴族家、オルグィーユ家の嫡男であり、リオの母を彼の目の前で凌辱し殺害した人物。
また、父であるゼンをも自らの手にかけていた。ゼンから聞いたのか精霊術の知識や、アヤメがさる国の王女であることも知っていた。
かつて『王の剣』の候補であったが、選定前に国を出奔し、オルグィーユ家は没落し取り潰しとなった。その頃から自身の才能を誇示して、他者を見下す傾向があった。
アマンド襲撃にてWEB版ではリオに圧倒的な力をもって葬られ、小説版でも瀕死の重傷を負わされる。
犯し・奪う側として他者の幸せを壊すことを嬉々として行い、目的よりも自分の趣味を優先して相手をいたぶるなど悪趣味なところがあり、味方からも批判されることがある。一方で、その強さからか部下であるアレインなどには慕われてもいる模様。
魔術では不可能な身体強化だけでなく剣先や消耗著しいが自身を空間転移したり、高威力の斬撃や衝撃波を放つ魔剣をレイスから借り受け所持している。その後、後述の重症を追ったこともあり、肉眼で視認した場所に転移したり、魔術や精霊術を吸収して放出し返す、魔剣の空間転移を補助するといった能力を持つ義眼と義手を装備することになる。
自己の強さに対する自信から幼少時のリオをあえて殺さず見逃して復讐しにきたら返り討ちにするのを楽しみにしていたと嘯くが、結果圧倒されて片目と片腕そして腹部の一部を失うことになる。その醜態をリオに揶揄された時は、瀕死の重傷を負いながらも撤退より戦おうとするなどプライドは高く、救助したレイスに「リオには勝てない。弱者だったのだから言うことを聞いてもう手をだすな」と指示されると激怒した。
その後、度々リオと衝突したために放置のほうが危険と判断したレイスにリオと再戦して打倒することを許可されるが、レイスに持っていた不信感と救助された際の言動に対するあてつけもあってかレイスと共に人質としてセリアを確保しようとする直前に離脱し、レイスを敵の真っ只中に放置する一方、リオと因縁のあるクリスティーナとフローラを部下を用いて誘拐した。
そしてレイスを煙に巻いた状態で決戦の場パラディア王国へと誘導したリオと誘拐した王女2人を引き合わせ、双方の過去を開示して精神的にいたぶりリオの足枷にすると共にまた身近な女を守れない無力さを味わわせようと目論み、王女を守らせることでリオの腕に深手を負わせるも段々と攻撃を見切られて最終的にはリオの手で殺され、死体は焼却された。その後、残った魔剣はリオがパラディア王国これ以上干渉しないことを求める対価としてデュランに預け、魔剣に適性のある者がデュラン側にいなかったためその後はレイスに別の魔剣との交換条件として回収されルッチの手に渡った。
死亡後はレイスに「どんな手を使おうと勝利し続けたから彼には華があったが、負けた今では弱いので卑怯な手に頼ったにも関わらず死んだ」と評された。
アレイン、ルッチ、ヴェン
天上の獅子団の傭兵。普段はレイスの指示で汚れ仕事をしており、リオが絡む際は3人一緒に動くことが多い。身体強化の魔術のみが込められた比較的弱い魔剣をそれぞれが所持しており、自身の身体強化魔術と重ね掛けすることで一時的に身体能力がかなり強化されて、精霊術士の身体強化にもある程度は対抗できるようになる。ルシウス死亡後、ルシウスが使用していた魔剣はレイスにより唯一適性があったルッチの手に渡った。
クリスティーナ逃亡時、レイスの指示でリオ達と対峙したが、精霊術を使用したサラとアルマによって倒される。また、リオへの復讐心を抱くルシウスの指示で、レイスを裏切りクリスティーナとフローラを誘拐する。
その後ルシウスがリオに殺されたことをレイスに知らされ、その怒りもあってレイスの指示通りにルビア王国で蓮司達と共にリオを襲うも返り討ちに遭う。その後も、リオ不在のガルアーク王国の王城襲撃でリオの身内を誘拐しようとするなどルシウスへの敵討ちとレイスを雇い主としていることもあるリオに敵対している。
シルヴィ＝ルビア
親ガルアークの小国・ルビア王国の第一王女。騎士としての実力もあり、姫騎士として知られる。妹のエステルを人質にとられ、レイスに協力させられている。
冒険者としての蓮司に目を瞠るものを感じ、交流を持つ。夜会で沙月達を見てから蓮司が勇者ではないかと疑念を抱いていたが、レイスの策略で事実であることが知らされる。クリスティーナとフローラを連れたリオの襲撃に加担したことで、ガルアーク王国との同盟関係を事実上破棄する形でプロキシア帝国に寝返ることとなった。
エステル＝ルビア
ルビア王国の第二王女で、シルヴィの妹。シルヴィや蓮司に対する人質として、プロキシア帝国に軟禁されている。
エレナ＝ブローマン
ルビア王国の女性騎士。シルヴィの配下であり側近。無謀な戦闘をけしかけた蓮司を嫌っている。
マルコ＝トンテリ
ルビア王国の城塞都市を治める代官。リオ達が訪れた際に応対するが、レイスの手で眠らされ、プロキシア帝国に寝返る瞬間を目の当たりにする。
レア
ヴィルキス王国の村に住む少女。両親や兄を亡くし1人で暮らしていたところに蓮司が現れ、同居する。共同生活を経て蓮司に好意を抱き、役人を殺害した蓮司を責める幼馴染・ヨーランを止めようとする。
デュラン＝パラディア
パラディア王国の第一王子。魔剣使いであり、かなりの実力者。本人曰くルシウスほど趣味は悪くないが暴君気質であり、豪胆で色を好む。力こそ正義で欲しければ奪う覇道を歩もうとしている。自国が小国であることを嘆き、強者を欲する。
ルシウスからの依頼を受け、リオとの決戦をお膳立てする。リオとルシウスの死闘を見てリオを勧誘するが、ルシウスの協力者だったこともあり頑なに拒絶される。一方で王族のカリスマによるものか、リオは妙に憎めない感情ももつことになった。
桜葉 絵梨花（さくらば えりか）
ガルアーク王国北西に広がる小国家地帯に召喚された勇者。神装は、大地を操る錫杖。
恋人と一緒にいたところを巻き込む形で召喚され、しばらくは現地で生活していたものの、現地住民に恩を仇で返される形で恋人を権力者に殺害されたことで怒り狂い、勇者の力で自殺もできないことからその力を使って国だけでなく世界そのものへの復讐を画策する。
手始めに善行を重ねて聖女として崇められるように仕向けると、人々を束ね、代々悪政を敷いてきたリヴァノフ王国の大衆を煽動して革命を起こし、民主国家『神聖エリカ民主共和国』を建国する。民衆の幸せを願い民を虐げる王政を打倒しようという方針を掲げているが、実際には尤もらしい言葉で自身の信奉者たちを扇動し、他国と争うよう誘導している。
神装により高い身体能力を持つが戦闘技術は拙くアリアやリオに接近戦で敵いはしないが、心臓を突き刺されたり気絶するように攻撃してもすぐ復活するなど並外れた回復力を持っている。勇者として覚醒しており、全長百メートルにもおよぶ3本の蛇状の尾を持つ闘牛のようなフォルムの幻獣（エリカ曰く『最強の神獣にして守護獣』『大地の獣』）を呼び出すことが可能。大地の獣は自身の口や3本の尻尾から強大な魔力の砲弾を放つことができ、リオが死を覚悟し1人では撃ち負けるほどの威力を有する。大地の獣の味方諸共巻き込んだ奇襲と合わせてリオを瀕死にまで追い込んだ。
その後、何度も死ぬような傷を負っての復活を繰り返したことで、神装に宿っていた高位精霊に体を乗っ取られることになり、正に視界一面の天地がひっくり返る程の事象を引き起こし大惨事となるところリオとアイシアの力で止められ、その力に肉体が耐えられず完全に死亡した。その後、本人のリオへの遺言もあって遺品は恋人の墓に埋葬された。なお、高位精霊に体が乗っ取られたことで超越者と化し、リオなどの超越者を除く人々の記憶からも消えてしまった。
アンドレイ
神聖エリカ民主共和国にて宰相を務める男性。元々は商人だったが、エリカに心酔して革命に参加した。
誘拐されてきたリーゼロッテと話すうちに好意を持っていたが、思想の不一致から複雑な感情を覚える。
ナターリア
神聖エリカ民主共和国でアンドレイの護衛を務める女性。元は冒険者で19歳。リオと戦うエリカを援護しに合流するが、大地の獣による攻撃に巻き込まれて死亡した。
ソラ
声 - 天野聡美
竜王の眷属の少女。過去の記憶を取り戻したアイシアから眷属の存在を知らされたリオに召喚され、行動を共にするようになる。

## 用語
魔術
人間族が使う、魔力と術式を用いて現象を引き起こす技術。発動させるためには、体内に術式を刻み込みなければならない。また、術式を刻んでいると、その代償として精霊術を使うことはできない。
千年前に現在信仰対象でもある六賢神と呼ばれる存在から伝えられたとされる。
マナの感知ができない人間族でも精霊術の真似事ができるようにと作られた術である。
精霊術ほどの汎用性はないが、習得は比較的容易で実践レベルでの使用も短期間で可能であり、ある程度の個人差はあるもののほとんどの人間でも行使可能で一定の効果を保証できるという長所がある。また、魔力の制御を術式に任せることで本人の技量だけでは制御困難な大規模な術を行使できるという面もある。
一方、短所として詠唱が必須であることと、魔力をどれだけ注ぎ込もうと術式以上の事象を起こすことはできないため、現代の身体能力強化魔術では後述の魔剣や精霊術に後れを取ったりする。
精霊術
精霊に働きかけ、現象を発動させる技術。発動には精霊との契約が必要であり、これといった意思を持たない精霊が大半だが、中には生物を形どった意思持つ精霊も存在し、人型の精霊は最高位とされる高位精霊もしくは準高位精霊だけとされている。
契約している精霊の属性や位階によって、出力、範囲、精密度、習熟速度等が増加する。また、精霊術には出力限界の設定などがないためか、魔力をこめるほど威力等は上昇して魔術を上回ることができる。
精霊と契約を結んでいる者は、術式契約を結ぼうとすると、術式の内容を理解できる代わりに、体内への術式の刻印が弾かれてしまうため、魔術は使えない。
魔術は術式によってマナへの干渉をあらかじめプログラム化しているのに対して、精霊術はマニュアル操作でマナへと干渉しなければならない。
詠唱などは必要ないが、一部の術者は確実な発動をさせるために術に名前を付けたりする。
使えるのは精霊の民やリオ、カラスキ王国の人物など。
魔剣
広義としては魔法をこめた剣であるが、狭義的には現代の魔法技術では再現不可能な出力や現象を起こせる古代魔術具（アーティファクト）という意味がある。貴族や軍人などが広義としての魔剣を所持するのはよくあることなのか、作中ではよく後者の意味で魔剣という言葉が用いられている。また、強力な魔剣は使い手を選び適性がなければ能力を発揮できないことが多いとされる。魔術では身体能力のみ強化する身体能力強化魔術しか行使できないが、魔剣の中にはより上位の肉体強度すら向上できる身体強化魔術が行使可能なものがある。
オド
生物が体内に保有する生命力。
マナ
世界が有する自然力。
超越者
かつてこの世界を創造した神が、世界を運営するために定めた超越存在を指す。竜王が1体、高位精霊が6体、賢神が7体の計14体存在している。竜王は消滅、賢神はそれぞれ予知・複写複製・分解解析・運命操作といった権能を有し、高位精霊も氷・水・土・雷・炎・風を司る。本来は七賢神だが、そのうちの一人リーナは他の6人とは別行動だったためシュトラール地方では六賢神と崇められ、ベルトラム王国やガルアーク王国など一部の国では王権の根拠となっている。神の定めたルールで特定の勢力や人物に肩入れしないよう、肩入れ対象となる人物はもとより超越者自身もその対象の記憶を忘れるようにされている。しかし、賢神はこうしたルールをどうにか出し抜こうとしていた。
勇者
千年前に魔族と人が争った人魔大戦にて、人類に味方した六賢神が遣わした使徒とされる。6つの聖石のうち幾つかはシュトラール地方で祭られており、それを起点に6人の勇者が現代日本より召喚された。各々が召喚時点で日本語をしゃべっていても周囲と意思疎通できるようになり、神装と呼ばれる自分に適合した形状の武装を持つ。
実際は上記の高位精霊六体が六賢神に騙されて勝手に隷属するよう契約されたことで、高位精霊との融合対象となった6人であり、四肢を欠損したり心臓を刺されたり、首をはねられたりするといった致命傷を負っても再生する能力と身体強化が無意識に行使可能で、それぞれが氷・水・土・雷・炎・風を操れるようになる。覚醒すると強力な神獣を召喚できるようになる。致命傷を負うなどすると、より高位精霊との融合が進み力が上昇するが、最終的には高位精霊に体を乗っ取られてその強大な力の行使に肉体が追い付かず死んでしまうリスクがある。

## 制作背景
作者によれば、一人の中に二人の人格を融合させたのは流行りの「異世界転生」を描くにあたり自分なりのオリジナリティを出したかったからであるとしており、「異なる世界で異なる人生を歩んできた二人の人間の意識が突然に融合する」のはドラマ性があって面白いと思ったと振り返っている。

## 既刊一覧

### 小説
- 北山結莉（著）・Riv（イラスト）、ホビージャパン〈HJ文庫〉、既刊26巻（2024年10月1日現在）
  - 『精霊幻想記 1.偽りの王国』、2015年10月1日初版発行（同日発売[21]）、ISBN 978-4-7986-1098-6
  - 『精霊幻想記 2.精霊の祝福』、2015年12月1日初版発行（同日発売[22]）、ISBN 978-4-7986-1130-3
  - 『精霊幻想記 3.決別の鎮魂歌』、2016年3月1日初版発行（同日発売[23]）、ISBN 978-4-7986-1186-0
  - 『精霊幻想記 4.悠久の君』、2016年6月1日初版発行（同日発売[24]）、ISBN 978-4-7986-1235-5
  - 『精霊幻想記 5.白銀の花嫁』、2016年9月1日初版発行（同日発売[25]）、ISBN 978-4-7986-1283-6
  - 『精霊幻想記 6.逢魔の前奏曲』、2017年1月1日初版発行（2016年12月29日発売[26]）、ISBN 978-4-7986-1343-7
  - 『精霊幻想記 7.夜明けの輪舞曲』、2017年4月1日初版発行（同日発売[27]）、ISBN 978-4-7986-1429-8
  - 『精霊幻想記 8.追憶の彼方』、2017年9月1日初版発行（同日発売[28]）、ISBN 978-4-7986-1516-5
  - 『精霊幻想記 9.月下の勇者』、2018年1月1日初版発行（2017年12月29日発売[29]）、ISBN 978-4-7986-1606-3
  - 『精霊幻想記 10.輪廻の勿忘草』、2018年4月1日初版発行（同日発売[30]）、ISBN 978-4-7986-1677-3
  - 『精霊幻想記 11.始まりの奏鳴曲』、2018年9月1日初版発行（同日発売[31]）、ISBN 978-4-7986-1748-0
  - 『精霊幻想記 12.戦場の交響曲』、2018年12月1日初版発行（同日発売[32][33]）、ISBN 978-4-7986-1821-0（通常版） / ISBN 978-4-7986-1800-5（ドラマCD付き特装版）
  - 『精霊幻想記 13.対の紫水晶』、2019年4月1日初版発行（同日発売[34]）、ISBN 978-4-7986-1907-1
  - 『精霊幻想記 14.復讐の叙情詩』、2019年8月1日初版発行（同日発売[35][36]）、ISBN 978-4-7986-1977-4（通常版） / ISBN 978-4-7986-1940-8（ドラマCD付き特装版）
  - 『精霊幻想記 15.勇者の狂想曲』、2019年12月1日初版発行（11月30日発売[37]）、ISBN 978-4-7986-2058-9
  - 『精霊幻想記 16.騎士の休日』、2020年4月1日初版発行（同日発売[38]）、ISBN 978-4-7986-2186-9
  - 『精霊幻想記 17.聖女の福音』、2020年9月1日初版発行（同日発売[39][40]）、ISBN 978-4-7986-2260-6（通常版） / ISBN 978-4-7986-2227-9（ドラマCD付き特装版）
  - 『精霊幻想記 18.大地の獣』、2020年12月1日初版発行（同日発売[41]）、ISBN 978-4-7986-2367-2
  - 『精霊幻想記 19.風の太刀』、2021年4月1日初版発行（同日発売[42]）、ISBN 978-4-7986-2478-5
  - 『精霊幻想記 20.彼女の聖戦』、2021年9月1日初版発行（同日発売[43]）、ISBN 978-4-7986-2552-2
  - 『精霊幻想記 21.竜の眷属』、2022年3月1日初版発行（同日発売[44]）、ISBN 978-4-7986-2752-6
  - 『精霊幻想記 22.純白の方程式』、2022年8月1日初版発行（同日発売[45][46]）、ISBN 978-4-7986-2887-5（通常版） / ISBN 978-4-7986-2821-9（ドラマCD付き特装版）
  - 『精霊幻想記 23.春の戯曲』、2023年2月1日初版発行（同日発売[47]）、ISBN 978-4-7986-3040-3
  - 『精霊幻想記 24.闇の聖火』、2023年8月1日初版発行（同日発売[48][49]）、ISBN 978-4-7986-3240-7（通常版） / ISBN 978-4-7986-3154-7（ドラマCD付き特装版）
  - 『精霊幻想記 25.私達の英雄』、2024年2月1日初版発行（同日発売[50]）、ISBN 978-4-7986-3403-6
  - 『精霊幻想記 26.虚構の在処』、2024年10月1日初版発行（同日発売[51][52]）、ISBN 978-4-7986-3643-6（通常版） / ISBN 978-4-7986-3608-5（ドラマCD付き特装版）

### 漫画
- 北山結莉（原作）・Riv（キャラクター原案）・みなづきふたご（作画） 『精霊幻想記』 ホビージャパン〈HJコミックス〉、既刊12巻（2025年3月1日現在）
  1. 2017年12月27日初版発行（同日発売[53]）、ISBN 978-4-7986-1598-1
  2. 2018年6月27日初版発行（同日発売[54]）、ISBN 978-4-7986-1716-9
  3. 2018年11月27日初版発行（同日発売[55]）、ISBN 978-4-7986-1809-8
  4. 2019年7月26日初版発行（同日発売[56]）、ISBN 978-4-7986-1967-5
  5. 2020年4月27日初版発行（同日発売[57]）、ISBN 978-4-7986-2200-2
  6. 2020年12月26日初版発行（同日発売[58]）、ISBN 978-4-7986-2374-0
  7. 2021年8月1日初版発行（8月2日発売[59]）、ISBN 978-4-7986-2560-7
  8. 2022年5月1日初版発行（4月30日発売[60]）、ISBN 978-4-7986-2650-5
  9. 2023年2月1日初版発行（同日発売[61]）、ISBN 978-4-7986-2995-7
  10. 2023年10月1日初版発行（9月29日発売[62]）、ISBN 978-4-7986-3211-7
  11. 2024年8月1日初版発行（同日発売[63]）、ISBN 978-4-7986-3521-7
  12. 2025年3月1日初版発行（同日発売[64]）、ISBN 978-4-7986-3720-4

## ゲーム

### 精霊幻想記アナザーテイル
2021年5月20日より、HTML5ゲーム『精霊幻想記アナザーテイル』がリリースされた。運営はCTW。ジャンルはRPGで、ゲームオリジナルの主人公が、原作のキャラクターたちと共にバトルを繰り広げる内容となっている。

### Webラジオ
セリア＝クレール役の藤田茜によるWebラジオ『精霊幻想記アナザーテイルラジオ 〜私の胸をかしてあげる〜』が2021年7月13日から9月28日まで音泉にて毎週火曜日に配信。

## テレビアニメ
2020年11月にテレビアニメ化が発表され、第1期は2021年7月から9月までテレビ東京ほかにて放送された。
第1期終了後の2021年11月に第2期『精霊幻想記2』の制作が発表され、2024年10月から12月まで放送された。

### スタッフ
|                                 | 第1期                                                                 | 第2期                                                                 |
| ------------------------------- | --------------------------------------------------------------------- | --------------------------------------------------------------------- |
| 原作・脚本監修 シリーズ構成協力 | 北山結莉                                                              | 北山結莉                                                              |
| キャラクター原案                | Riv                                                                   | Riv                                                                   |
| 漫画                            | N/A                                                                   | みなづきふたご                                                        |
| 総監督                          | N/A                                                                   | ヤマサキオサム                                                        |
| 監督                            | ヤマサキオサム                                                        | 久保博志                                                              |
| シリーズ構成                    | ヤマサキオサム                                                        | ヤマサキオサム                                                        |
| キャラクターデザイン            | 油布京子                                                              | 油布京子                                                              |
| サブキャラクター デザイン       | N/A                                                                   | 上野翔太、中村統子                                                    |
| プロップデザイン                | 小林多加志                                                            | 小林多加志                                                            |
| プロップデザイン                | N/A                                                                   | 水谷麻美子、上野翔太                                                  |
| 美術監督                        | 瀬川孟彦                                                              | Scott MacDonald                                                       |
| 美術設定                        | 大平司                                                                | 大平司                                                                |
| 美術設定                        | N/A                                                                   | ほそい                                                                |
| 色彩設計                        | 小日置知子                                                            | 小日置知子                                                            |
| 撮影監督                        | 寺本憲正                                                              | 寺本憲正                                                              |
| 編集                            | 柳圭介                                                                | 柳圭介                                                                |
| 音楽                            | 山崎泰之                                                              | 山崎泰之                                                              |
| 音楽プロデューサー              | 井上哲也、西山由希子                                                  | 井上哲也、西山由希子                                                  |
| 音楽制作                        | 日本コロムビア、トムス・ミュージック                                  | 日本コロムビア、トムス・ミュージック                                  |
| 音響監督                        | 森下広人                                                              | 森下広人                                                              |
| 音響効果                        | 八十正太                                                              | 櫻井陽子                                                              |
| 音響制作                        | 叶音                                                                  | 叶音                                                                  |
| プロデューサー                  | 永野雅彦、和田雄一郎、黒須信彦、澁谷知子 服部隆政、村河理紗、藍谷厚史 | 永野雅彦、和田雄一郎、黒須信彦、澁谷知子 服部隆政、村河理紗、藍谷厚史 |
| プロデューサー                  | 西啓、大友優衣子 大森慎司、宮城惣次                                   | 田中洸志、杉浦綾香 鞍谷光、小澤文啓                                   |
| アニメーション プロデューサー   | 西村政行、青木清光                                                    | 西村政行、青木清光                                                    |
| アニメーション 制作協力         | ワオワールド                                                          | ワオワールド                                                          |
| アニメーション制作              | トムス・エンタテインメント/第6スタジオ                                | トムス・エンタテインメント/第6スタジオ                                |
| 製作                            | 『精霊幻想記』製作委員会                                              | 『精霊幻想記2』製作委員会                                             |

### 主題歌
「New story」
高野麻里佳による第1期オープニングテーマ。作詞はhisakuni、作曲・編曲はアッシュ井上。
「Elder flower」
大西亜玖璃による第1期エンディングテーマ。作詞・作曲・編曲はhisakuni。令和3年アニソン大賞新人賞を受賞。
「アウフタクト」
大西亜玖璃による第2期オープニングテーマ。作詞・作曲・編曲は鶴﨑輝一。
「春待歌」
諏訪ななかによる第2期エンディングテーマ。作詞はhisakuni、作曲・編曲は松坂康司。

### 各話リスト
| 話数       | サブタイトル             | 脚本           | 絵コンテ        | 演出           | 作画監督                                                                                                | 総作画監督                        | 初放送日       |       |       |       |       |       |       |       |       |       |       |       |       |       |       |       |       |       |
| 第1期      | 第1期                    | 第1期          | 第1期           | 第1期          | 第1期                                                                                                   | 第1期                             | 第1期          | 第1期 | 第1期 | 第1期 | 第1期 | 第1期 | 第1期 | 第1期 | 第1期 | 第1期 | 第1期 | 第1期 | 第1期 | 第1期 | 第1期 | 第1期 | 第1期 | 第1期 |
| ---------- | ------------------------ | -------------- | --------------- | -------------- | --- | --------------------------------- | -------------- | ----- | ----- | ----- | ----- | ----- | ----- | ----- | ----- | ----- | ----- | ----- | ----- | ----- | ----- | ----- | ----- | ----- |
| 第1話      | 前世の記憶               | ヤマサキオサム | ヤマサキオサム  | 平岡だいすけ   | 内野明雄 佐々木敏子                                                                                     | 油布京子 中村統子 上野翔太        | 2021年 7月6日  |       |       |       |       |       |       |       |       |       |       |       |       |       |       |       |       |       |
| 第2話      | 王立学院                 | 広田光毅       | 竹之内和久      | 本間修         | 飯飼一幸 五十嵐俊介 白石悟 中島美子                                                                     | 油布京子 中村統子 上野翔太        | 7月13日        |       |       |       |       |       |       |       |       |       |       |       |       |       |       |       |       |       |
| 第3話      | 偽りの王国               | 笹野恵         | 宗廣智行        | 久城りおん     | 石原彩子 南伸一郎 中弥幸一 Zang youshick                                                                | 油布京子 中村統子 上野翔太 趙雅羅 | 7月20日        |       |       |       |       |       |       |       |       |       |       |       |       |       |       |       |       |       |
| 第4話      | 暗殺者の少女             | 中村能子       | 青木youイチロー | 久城りおん     | 小林多加志 三浦貴弘                                                                                     | 油布京子 中村統子 上野翔太 趙雅羅 | 7月27日        |       |       |       |       |       |       |       |       |       |       |       |       |       |       |       |       |       |
| 第5話      | 精霊の森                 | ヤマサキオサム | 葉摘田緒        | 冨田剛司       | 大久保歩美 Jeon Jong Min Lee Seong Hee Kang Dong Ha Min Hyun Sook                                       | 油布京子 中村統子 上野翔太 趙雅羅 | 8月3日         |       |       |       |       |       |       |       |       |       |       |       |       |       |       |       |       |       |
| 第6話      | 祭りの夜                 | 広田光毅       | 宗廣智行        | 五月女有作     | 中村統子 小林多加志 佐々木敏子 三浦貴弘 金大勳 成元鎔                                                   | 油布京子 中村統子 上野翔太 趙雅羅 | 8月10日        |       |       |       |       |       |       |       |       |       |       |       |       |       |       |       |       |       |
| 第7話      | 約束の地                 | 笹野恵         | 金子祥之        | 本間修         | 飯飼一幸 五十嵐俊介 白石悟 中島美子 松下純子 佐々木敏子 三浦貴弘                                        | 油布京子 中村統子 上野翔太 趙雅羅 | 8月17日        |       |       |       |       |       |       |       |       |       |       |       |       |       |       |       |       |       |
| 第8話      | 王家の系譜               | 中村能子       | 村上貴之        | 佐々木純人     | 小林多加志 渡辺伸弘 木下ゆうき 垣内郁美 安藤香春 成元鎔 金大勳 三浦貴弘 佐々木敏子                      | 油布京子 中村統子 上野翔太 趙雅羅 | 8月24日        |       |       |       |       |       |       |       |       |       |       |       |       |       |       |       |       |       |
| 第9話      | それぞれの決意           | ヤマサキオサム | 葉摘田緒        | 冨田剛司       | 石原彩子 南伸一郎 中弥幸一 佐々木敏子 三浦貴弘                                                          | 油布京子 中村統子 上野翔太 趙雅羅 | 8月31日        |       |       |       |       |       |       |       |       |       |       |       |       |       |       |       |       |       |
| 第10話     | 精霊の目覚め             | 広田光毅       | こでらかつゆき  | 五月女有作     | 内野明雄 工藤公聖 小林多加志 佐々木敏子 三浦貴弘 成元鎔                                                 | 油布京子 中村統子 上野翔太 趙雅羅 | 9月7日         |       |       |       |       |       |       |       |       |       |       |       |       |       |       |       |       |       |
| 第11話     | 白銀の花嫁               | 笹野恵         | 竹之内和久      | 福元しんいち   | 相原理沙 漢人寛子 菅原浩喜 佐々木敏子 小林多加志 三浦貴弘                                               | 油布京子 中村統子 上野翔太 趙雅羅 | 9月14日        |       |       |       |       |       |       |       |       |       |       |       |       |       |       |       |       |       |
| 第12話     | 運命の再会               | 中村能子       | 宗廣智行        | ヤマサキオサム | 徳田大貴 佐々木敏子 三浦貴弘 金大勳 成元鎔 Gu yin qiu Hang xin hua Chen feng Zhao xiao ling Xie yu meng | 油布京子 中村統子 上野翔太 趙雅羅 | 9月21日        |       |       |       |       |       |       |       |       |       |       |       |       |       |       |       |       |       |
| 第2期『2』 |                          |                |                 |                | |                                   |                |       |       |       |       |       |       |       |       |       |       |       |       |       |       |       |       |       |
| 第1話      | こんな世界で出会えた君は | ヤマサキオサム | 久保博志        | 久保博志       | 三浦貴弘 佐々木敏子 大倉香春 成元鎔 俆允珠                                                              | 上野翔太                          | 2024年 10月8日 |       |       |       |       |       |       |       |       |       |       |       |       |       |       |       |       |       |
| 第2話      | 異世界ショッピング       | 笹野恵         | 葉摘田緒        | 久保博志       | 三浦貴弘 上野泰寛 北原安鶴紗 工藤公聖 古保里祐子 俆允珠 朴佳蓮 曺暻柱 崔秀鎭                            | 中村統子                          | 10月15日       |       |       |       |       |       |       |       |       |       |       |       |       |       |       |       |       |       |
| 第3話      | 狙われた我が家           | 広田光毅       | 葉摘田緒        | 久保博志       | 三浦貴弘 佐々木敏子 北原安鶴紗 俆允珠 朴佳蓮 曺暻柱                                                     | 上野翔太                          | 10月22日       |       |       |       |       |       |       |       |       |       |       |       |       |       |       |       |       |       |
| 第4話      | おかえりなさい           | 中村能子       | 葉摘田緒        | 城相太         | 石原彩子 岩永遼太 TripleA 三浦貴弘                                                                      | 中村統子 三浦貴弘                 | 10月29日       |       |       |       |       |       |       |       |       |       |       |       |       |       |       |       |       |       |
| 第5話      | 勇者と英雄               | ヤマサキオサム | 久保博志        | 三木尚貴       | 小林多加志 佐々木敏子 上野泰寛 大倉香春 工藤公聖 周俊杰 叶昌 毛缟斑 桃诚 李健                           | 上野翔太                          | 11月5日        |       |       |       |       |       |       |       |       |       |       |       |       |       |       |       |       |       |
| 第6話      | 記憶の楔                 | 笹野恵         | 葉摘田緒        | 粟井重紀       | TripleA 魏丽娟 周文龍 猞猁仔 無鲸達睬 猪猪 徐小三 三浦貴弘                                              | 中村統子                          | 11月12日       |       |       |       |       |       |       |       |       |       |       |       |       |       |       |       |       |       |
| 第7話      | 乱入者たち               | 広田光毅       | 葉摘田緒        | 五月女有作     | 三浦貴弘 上野泰寛 大倉香春 俆允珠                                                                       | 佐々木敏子                        | 11月19日       |       |       |       |       |       |       |       |       |       |       |       |       |       |       |       |       |       |
| 第8話      | 忍び寄る魔の手           | 中村能子       | 竹之内和久      | 小林浩輔       | 石原彩子 TripleA 三浦貴弘                                                                               | 中村統子 水谷麻美子               | 11月26日       |       |       |       |       |       |       |       |       |       |       |       |       |       |       |       |       |       |
| 第9話      | アマンド防衛戦           | ヤマサキオサム | 葉摘田緒        | 五月女有作     | 三浦貴弘 工藤公聖 北原安鶴紗 俆允珠 朴佳蓮 曺暻柱 崔秀鎭 元美那 朴順玉 林麗嬉 孙振亮 叶昌 李健          | 上野翔太                          | 12月3日        |       |       |       |       |       |       |       |       |       |       |       |       |       |       |       |       |       |
| 第10話     | 因縁の宿敵               | 笹野恵         | 葉摘田緒        | 粟井重紀       | 猪猪 過燦 阿菁 徐小三 猞猁仔 無鲸達睬 魏麗娟 左東秀 三浦貴弘                                            | 上野翔太 佐々木敏子 中村統子      | 12月10日       |       |       |       |       |       |       |       |       |       |       |       |       |       |       |       |       |       |
| 第11話     | 激突                     | 広田光毅       | ヤマサキオサム  | ヤマサキオサム | 上野泰寛 北原安鶴紗 三浦貴弘 俆允珠 朴佳蓮 曺暻柱 崔秀鎭 元美那 朴順玉 林麗嬉                           | 中村統子 水谷麻美子 小林多加志    | 12月17日       |       |       |       |       |       |       |       |       |       |       |       |       |       |       |       |       |       |
| 第12話     | 運命の明日へ             | 中村能子       | 葉摘田緒        | 久保博志       | 三浦貴弘 大久保歩美 工藤公聖 北原安鶴紗 俆允珠 朴佳蓮 曺暻柱 崔秀鎭 STUDIO MASSKET                      | 佐々木敏子 上野翔太               | 12月24日       |       |       |       |       |       |       |       |       |       |       |       |       |       |       |       |       |       |

### 放送局
| 放送期間               | 放送時間                     | 放送局     | 対象地域   | 備考                                        |
| ---------------------- | ---------------------------- | ---------- | ---------- | ------------------------------------------- |
| 2021年7月6日 - 9月21日 | 火曜 2:00 - 2:30（月曜深夜） | テレビ東京 | 関東広域圏 |                                             |
|                        | 火曜 22:30 - 23:00           | AT-X       | 日本全域   | CS放送 / 字幕放送 / リピート放送あり        |
| 2021年7月7日 - 9月22日 | 水曜 0:30 - 1:00（火曜深夜） | BSフジ     | 日本全域   | 製作参加 / BS/BS4K放送 / 『アニメギルド』枠 |

| 配信開始日    | 配信時間            | 配信サイト |
| ------------- | ------------------- | --- |
| 2021年7月6日  | 火曜 12:00 更新     | ABEMA |
| 2021年7月11日 | 日曜 12:00以降 更新 | Amazon Prime Video U-NEXT アニメ放題 dアニメストア バンダイチャンネル Hulu ひかりTV FOD J:COMオンデマンド みるプラス TELASA ニコニコチャンネル ビデオマーケット Rakuten TV Google Play YouTube HAPPY!動画 クランクイン!ビデオ TSUTAYA TV |

| 放送期間                       | 放送時間                     | 放送局         | 対象地域   | 備考                                        |
| ------------------------------ | ---------------------------- | -------------- | ---------- | ------------------------------------------- |
| 2024年10月8日 - 12月24日       | 火曜 1:30 - 2:00（月曜深夜） | テレビ東京     | 関東広域圏 |                                             |
| 2024年10月10日 - 12月26日      | 木曜 0:30 - 1:00（水曜深夜） | BSフジ         | 日本全域   | 製作参加 / BS/BS4K放送 / 『アニメギルド』枠 |
| 2024年10月11日 - 12月27日      | 金曜 22:00 - 22:30           | AT-X           | 日本全域   | CS放送 / 字幕放送 / リピート放送あり        |
| 2024年10月12日 - 12月28日      | 土曜 1:23 - 1:53（金曜深夜） | テレビユー福島 | 福島県     |                                             |
| 2024年10月26日 - 2025年1月25日 | 土曜 0:48 - 1:18（金曜深夜） | テレビユー山形 | 山形県     |                                             |
| 2024年11月12日 -               | 火曜 1:30 - 2:00（月曜深夜） | 北陸放送       | 石川県     |                                             |

| 配信開始日     | 配信時間                           | 配信サイト |
| -------------- | ---------------------------------- | --- |
| 2024年10月8日  | 火曜 2:00（月曜深夜） 更新         | ABEMA U-NEXT |
| 2024年10月11日 | 金曜 0:00（木曜深夜） 以降順次更新 | dアニメストア アニメ放題 DMM TV J:COM STREAM みるプラス TELASA auスマートパスプレミアム Lemino アニメタイムズ Hulu バンダイチャンネル Netflix FOD Amazon Prime Video Google Play YouTube ムービーフルplus OnGenムービー Rakuten TV HAPPY!動画 |

| テレビ東京 火曜 2:00 - 2:30（月曜深夜）          | テレビ東京 火曜 2:00 - 2:30（月曜深夜） | テレビ東京 火曜 2:00 - 2:30（月曜深夜）                                  |
| 前番組                                           | 番組名                                  | 次番組                                                                   |
| ------------------------------------------------ | --------------------------------------- | ------------------------------------------------------------------------ |
| オッドタクシー - ※AT-Xと共同製作                 | 精霊幻想記（第1期） - ※BSフジ製作       | 進化の実〜知らないうちに勝ち組人生〜（第1期）                            |
| テレビ東京 火曜 1:30 - 2:00（月曜深夜）          |                                         |                                                                          |
| 狼と香辛料 MERCHANT MEETS THE WISE WOLF（第1期） | 精霊幻想記2 - ※BSフジ製作               | 没落予定の貴族だけど、暇だったから魔法を極めてみた - ※BSフジ・U-NEXT製作 |

### BD / DVD
| 巻 | 発売日        | 収録話         | 規格品番  | 規格品番  |
| 巻 | 発売日        | 収録話         | BD BOX    | DVD BOX   |
| -- | ------------- | -------------- | --------- | --------- |
| 1  | 2021年10月6日 | 第1話 - 第6話  | HPXR-1194 | HPBR-1194 |
| 2  | 2021年11月5日 | 第7話 - 第12話 | HPXR-1195 | HPBR-1195 |

| 巻 | 発売日        | 収録話         | 規格品番  | 規格品番  |
| 巻 | 発売日        | 収録話         | BD BOX    | DVD BOX   |
| -- | ------------- | -------------- | --------- | --------- |
| 1  | 2025年1月29日 | 第1話 - 第6話  | HPXR-2727 | HPBR-2727 |
| 2  | 2025年2月26日 | 第7話 - 第12話 | HPXR-2728 | HPBR-2728 |

### Webアニメ
公式X（旧Twitter）およびHJ文庫・HJノベルス・コミックファイア公式Youtubeチャンネルにてミニアニメが配信された。
セリア先生のわくわくまじかる教室
更新期間：2021年5月25日〜2023年12月15日
セリア先生のどきどきインタビュールーム
更新期間：2024年2月2日〜3月15日
リーゼロッテのわくわくまじかる商会
更新期間：2024年8月22日〜10月7日

## 公式ファンクラブ
『精霊幻想記 公式ファンクラブ』が、2022年11月14日より告知され、2023年1月6日に正式にオープンとなった。
HJ文庫、HJノベルス、コミックファイアの総合ポータルサイトの『ファイアCROSS』を母体としており、同サイトの「小説コース」「コミックコース」「プレミアムコース」いずれかの月額プランに登録する形で、本作のオンラインコンテンツも利用できる。
描きおろしイラスト付き新作ショートストーリーシリーズ「アマカワ卿の食卓」をはじめ、質問箱コーナーや担当編集によるコラム「ヒロインキャラよもやま話」、2023年のカレンダー壁紙などを配信。